# Margarettia epaxia
Margarettia epaxia är en insektsart som beskrevs av Otte, D. och Perez-gelabert 2009. Margarettia epaxia ingår i släktet Margarettia och familjen syrsor. Inga underarter finns listade i Catalogue of Life.